# 周光宏
周光宏（1960年6月6日—），男，江苏扬州人，中国畜产品加工专家，南京农业大学教授，博士生导师。曾任南京农业大学校长。

## 生平
早年在陕西省合阳县完成小学、中学教育。1982年毕业于西北农林科技大学。1987年获得英国诺丁汉大学理学硕士学位。1991年获得南京农业大学农学博士学位。1991年10月至1994年3月于澳大利亚联邦科工委肉类研究所做访问学者。
1994年至1998年任南京农业大学动物科技学院院长。1996年至2001年兼任食品科技学院院长。1998年7月任南京农业大学副校长。2011年7月至2019年3月任南京农业大学校长。